# Fernando Moller Bordeu
Fernando Moller Bordeu (Concepción, 16 de abril de 1892-Santiago, 18 de junio de 1983) fue un abogado, agricultor y político chileno, miembro del Partido Radical (PR). Se desempeñó como ministro de Estado de su país, durante los gobiernos de los presidentes Arturo Alessandri y Juan Antonio Ríos, así como también, en las vicepresidencias de Alfredo Duhalde Vásquez y Vicente Merino Bielich.

## Familia y estudios
Nació en la comuna chilena de Concepción el 16 de abril de 1892, hijo de Alberto Moller Zerrano y Noemí Bordeu Olivares. Sus hermanos Víctor, Alberto y Manuel Moller Bordeu, también militantes radicales, se desempeñaron de igual manera como políticos, siendo estos últimos diputados y senadores. Realizó sus estudios primarios y secundarios en el Liceo de Concepción. Continuó los superiores en la carrera de derecho de la Universidad de Chile, titulándose como abogado en 1916.
Se casó con Marta Alcalde Pinto, hija de Julio Alcalde Lecaros y Carmela Pinto Cruz (hija a su vez del expresidente de la República Aníbal Pinto Garmendia), con quien tuvo una hija, Silvia, casada con el agricultor Juan Luis Salvador Edwards Sanfuentes, hijo del político Emilio Edwards Bello, quien fuera cónsul de Chile en Nueva York (1919) y en Liverpool (1921), y de Rebeca Sanfuentes Echazarreta (hija a su vez del también expresidente Juan Luis Sanfuentes).

## Vida pública
Ejerció su profesión hasta 1927, y luego se dedicó a la agricultura, explotando el fundo "Renaico", junto a sus hermanos, hasta 1938.
En el ámbito político, militó en las filas del Partido Radical (PR). Durante el segundo gobierno del presidente liberal Arturo Alessandri, el 22 de octubre de 1936, fue nombrado como ministro de Agricultura, ejerciendo el cargo hasta el 25 de mayo de 1937. Más adelante, con ocasión del gobierno del presidente radical Juan Antonio Ríos, fue nuevamente nombrado como titular de dicha repartición gubernamental, fungiendo esa función entre el 11 de agosto de 1942 y el 7 de junio de 1943.
Seguidamente, el 1 de septiembre de ese último año, reemplazó a Arturo Riveros Alcaide en la titularidad del Ministerio de Economía y Comercio, sirviendo como tal hasta el 6 de octubre de 1944. En 1946, luego de que Ríos, por problemas de salud, entregara provisionalmente el cargo de presidente a su ministro del Interior, Alfredo Duhalde y, éste asumirlo en calidad de vicepresidente de la República, el 3 de febrero fue nombrado como ministro de Justicia, manteniéndose a la cabeza del ministerio con el sucesor de Duhalde, almirante Vicente Merino Bielich, hasta el 6 de septiembre. Paralelamente, Merino Bielich, lo designó —actuando de forma simultánea con Justicia— como titular del Ministerio de Interior, en calidad de suplente, entre el 3 y el 13 de agosto, fecha en que mientras desempeñaba la titularidad de ese ministerio, asumió la vicepresidencia. Posteriormente, en el marco del gobierno del presidente Gabriel González Videla, también radical, el 27 de febrero de 1950, fue nombrado por tercera vez como ministro de Agricultura, desempeñándose en el cargo hasta el 3 de abril de 1952.
Luego, ejerció como consejero de la Caja de Habitación Popular, de la Caja de Crédito Agrario, de la Corporación de Transporte y del Instituto de Economía Agrícola (Inecona). Por otra parte, fue vicepresidente de la Sociedad Nacional de Agricultura (SNA), presidente del Consorcio de Administración Agrícola, y comisario del Club Hípico de Santiago.
Fue condecorado con la Gran Cruz de la Orden Nacional del Mérito de Paraguay. Falleció en Santiago de Chile el 18 de junio de 1983, a los 91 años.